# Tomoderus flagellipenis
Tomoderus flagellipenis là một loài bọ cánh cứng trong họ Anthicidae. Loài này được Telnov miêu tả khoa học năm 2005.